# Miriam Sempere
Miriam Sempere Agulló (Santa Pola, 19 de noviembre de 1995) es una jugadora de balonmano española que juega de portera en el Atlético Guardés. Es internacional con la selección española de balonmano playa. 

## Trayectoria
Comenzó jugando al balonmano en el Balonmano Santa Pola y de ahí dio el salto, en el segundo año de categoría cadete, al Balonmano Elche. Desde los 18 en División de Honor con el equipo ilicitano, con el que consiguió el subcampeonato liguero de la temporada 2012/13 y jugó la tercera ronda de la EHF Cup contra el equipo luxemburgués del HB Dudelange.
Con 21 años cambió la portería del equipo franjiverde en División de Honor por la del Elda Prestigio en División de Honor Plata (la, por entonces, segunda división nacional) completando el trío de porterías junto con Yolanda Rodes y Nerea González. Solo duró un año en Elda, fichando por el Balonmano Benidorm (también en Plata), donde permaneció 2 años.
En Elche, en su época juvenil, jugó a las órdenes de José Ignacio Prades, que la repescó en su época al frente del Mecalia Atlético Guardés en 2020 para la División de Honor española para hacer dúo con Marisol Carratú tras la salida de la cordobesa Meriem Ezbida del conjunto miñoto.
Con el Mecalia Atlético Guardés consiguió dos subcampeonatos importantes: la Copa de la Reina del 2022 y la de la EHF European Cup del 2023.

### Clubes
- 2011 – 2017: Elche mustang
- 2017 – 2018: Elda Prestigio
- 2018 – 2019: Balonmano Benidorm
- 2019 – Actualidad: Atlético Guardés

#### Datos(desde 2013 hasta septiembre de 2023):[7]
|          | Liga | Copa | EHF |
| -------- | ---- | ---- | --- |
| Partidos | 165  | 18   | 20  |
| Goles    | 2    | 1    | 4   |

### Selección española
En 2022, 2023 y 2024 fue parte de la Selección Española de Balonmano Playa. En 2023 ganó la medalla de bronce en los Juegos Europeos de Balonmano Playa y la medalla de oro en los Juegos Mediterráneos del mismo año. En 2024 se alzó con la medalla de plata en la Gira mundial de balonmano playa de la IHF y, en 2025,se proclamó Campeona de Europa en Turquía.

## Galardones
- 1 x  Medalla de bronce[8] Juegos Europeos (2023)

- 1 x  Medalla de oro[9]Juegos Mediterráneos de Playa (2023)
- 1 x  Medalla de oro en el Campeonato de Europa (2025)
- 1 x  Medalla de plata IHF Beach Handball Global Tour (2024)
- 1 x  Medalla de bronce en los Juegos Mundiales (2025)[12]

### Individuales
- MVP de semifinales[13][14] de la Copa de la Reina 2022.
- Guerrera de la Jornada (J22, 2024/25)[15]

## Vida personal
En el 2023 fue la encargada de dar el pregón de las Festas do Monte de La Guardia.